# (134127) Basher
(134127) Basher est un astéroïde de la ceinture principale.

## Description
(134127) Basher est un astéroïde de la ceinture principale. Il fut découvert le 6 janvier 2005 aux monts Santa Catalina par le projet CSS (Catalina Sky Survey). Il présente une orbite caractérisée par un demi-grand axe de 3,10 UA, une excentricité de 0,07 et une inclinaison de 11,8° par rapport à l'écliptique.
Il est nommé d'après un contributeur de la mission OSIRIS-REx dont l'objet est l'étude de l'astéroïde (101955) Bénou.